# 김사월
김사월은 대한민국의 싱어송라이터이다.

## 음반 목록
- 2015: 《수잔》- 2016 한국대중음악상 최우수 포크 음반상
- 2018: 《로맨스》- 2017 한국대중음악상 최우수 포크 음반상, 노래상 (누군가에게)
- 2020: 《헤븐》
- 2025: 《디폴트》